# آل الدقس (لودر)

تعديل مصدري - تعديل

آل الدقس هي إحدى قرى عزلة زارة بمديرية لودر التابعة لمحافظة أبين، بلغ تعداد سكانها 65 نسمة حسب تعداد اليمن لعام 2004.